# Lysmata grabhami
Lysmata grabhami (Gordon, 1935) è un crostaceo d'acqua marina appartenente alla famiglia degli Hippolytidae.

## Distribuzione
È diffuso soprattutto nell'oceano Atlantico.